# 李瑞漢
李 瑞漢（り ずいかん、1906年7月20日 - 1947年3月?）は、日本統治時代の台湾および中華民国の法律家。台湾苗栗県竹南鎮出身。二・二八事件で失踪している。

## 略歴
1926年、李瑞漢は台中一中卒業後、日本内地の中央大学法学部に留学し、在学中に弁理士試験に合格している。1929年に中央大学卒業後も大学に留まり研究を続け、翌年高等試験司法科に合格している。その後台湾に戻った李瑞漢は台北市永楽町で弁護士事務所を開業している。
1945年の日本の降伏により、台湾は国民党率いる中華民国に接収された。李瑞漢は台北市律師公会会長に選出された。1947年に二・二八事件が勃発すると、李瑞漢は3月初に台北市律師公会課会議を招集し、台湾行政長官であった陳儀に対し改革を具申し、同時に強烈な政府批判を行った。3月10日、同じく弁護士であった弟の李瑞峰および友人である林連宗らと共に国民党の治安部隊に連行され、そのまま行方不明になった。